# Oreoglanis delacouri
Oreoglanis delacouri es una especie de peces de la familia Sisoridae en el orden de los Siluriformes.

## Morfología
• Los machos pueden llegar alcanzar los 12,3 cm de longitud total.
- Número de  vértebras: 40-41.[1][2]

## Hábitat
Es un pez de agua dulce y de clima tropical.

## Distribución geográfica
Se encuentran en Asia: Laos y China.